# Носкинская
Носкинская — деревня в Тобольском районе Тюменской области, входит в состав Ушаровского сельского поселения.
Находится на берегу реки Носка.

## Население
| 2010 |
| ---- |
| 44   |